# Nida flavovittata
Nida flavovittata là một loài bọ cánh cứng trong họ Cerambycidae.